# Michael Johnson (Countrysänger)

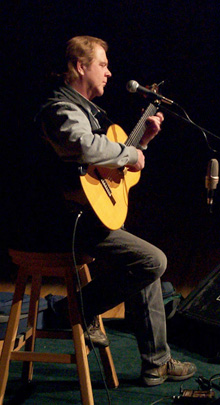
Michael Johnson

Michael Johnson (* 8. August 1944 in Alamosa, Colorado; † 25. Juli 2017 in Minneapolis, Minnesota) war ein US-amerikanischer Countrysänger, Songwriter und Gitarrist. Sein erster Nummer-1-Hit war 1986 „Give Me Wings“. Er wuchs in Denver, Colorado auf, studierte 1966 in Spanien klassische Gitarre. Wieder in den USA musizierte er ab 1968 gemeinsam mit John Denver im Chad Mitchell Trio. In den frühen 1970er Jahren ging er nach Nashville und machte dort seine ersten Plattenaufnahmen mit Hits wie „Bluer Than Blue“ und „The Moon Is Still Over Her Shoulder“, die aber auf den Pop-Markt ausgerichtet waren. 1985 spielte er zusammen mit Sylvia das Country-Duett „I Love You By Heart“ ein. Er verstarb am 25. Juli 2017 nach langer Krankheit im Alter von 72 Jahren in Minneapolis.

## Diskografie

### Alben
| Jahr | Titel                     | Höchstplatzierung, Gesamtwochen, AuszeichnungChartplatzierungen (Jahr, Titel, Platzierungen, Wochen, Auszeichnungen, Anmerkungen) | Höchstplatzierung, Gesamtwochen, AuszeichnungChartplatzierungen (Jahr, Titel, Platzierungen, Wochen, Auszeichnungen, Anmerkungen) | Anmerkungen |
| Jahr | Titel                     | US | Country | Anmerkungen |
| ---- | ------------------------- | --- | --- | ----------- |
| 1978 | The Michael Johnson Album | US81 (17 Wo.)US | — |             |
| 1979 | Dialogue                  | US157 (12 Wo.)US | — |             |
| 1986 | Wings                     | — | Country26 (38 Wo.)Country |             |

Weitere Veröffentlichungen
- 1973: There Is a Breeze
- 1975: For All You Mad Musicians
- 1977: Ain't Dis Da Life
- 1980: You Can Call Me Blue
- 1981: Home Free
- 1983: Lifetime Guarantee
- 1988: That’s That
- 1990: The Best of Michael Johnson
- 1992: Michael Johnson
- 1995: Departure
- 1997: Then and Now
- 1999: The Very Best of Michael Johnson: Bluer Than Blue (1978–1995)
- 2000: LIVE at the Bluebird Cafe
- 2002: Classic Masters
- 2005: Always – Roberto Bianco with Michael Johnson
- 2012: Moonlit Déjà Vu

### Singles
| Jahr | Titel Album                                                 | Höchstplatzierung, Gesamtwochen, AuszeichnungChartplatzierungen (Jahr, Titel, Album, Platzierungen, Wochen, Auszeichnungen, Anmerkungen) | Höchstplatzierung, Gesamtwochen, AuszeichnungChartplatzierungen (Jahr, Titel, Album, Platzierungen, Wochen, Auszeichnungen, Anmerkungen) | Anmerkungen |
| Jahr | Titel Album                                                 | US | Country | Anmerkungen |
| ---- | ----------------------------------------------------------- | --- | --- | ----------- |
| 1978 | Bluer Than Blue The Michael Johnson Album                   | US12 (16 Wo.)US | — |             |
| 1978 | Almost Like Being in Love The Michael Johnson Album         | US32 (12 Wo.)US | — |             |
| 1979 | This Night Won’t Last Forever Dialogue                      | US19 (20 Wo.)US | — |             |
| 1980 | You Can Call Me Blue                                        | US86 (3 Wo.)US | — |             |
| 1986 | Gotta Learn to Love Without You Wings                       | — | Country12 (20 Wo.)Country |             |
| 1986 | Give Me Wings Wings                                         | — | Country1 (23 Wo.)Country |             |
| 1987 | The Moon Is Still Over Her Shoulder Wings                   | — | Country1 (26 Wo.)Country |             |
| 1987 | Ponies Wings                                                | — | Country26 (13 Wo.)Country |             |
| 1987 | Crying Shame That’s That                                    | — | Country4 (40 Wo.)Country |             |
| 1988 | I Will Whisper Your Name That’s That                        | — | Country7 (22 Wo.)Country |             |
| 1988 | That’s That                                                 | — | Country9 (20 Wo.)Country |             |
| 1989 | Roller Coaster Run (Up Too Slow, Down Too Fast) That’s That | — | Country52 (8 Wo.)Country |             |

Weitere Veröffentlichungen
- 1973: On the Road
- 1979: Sailing Without a Sail
- 1979: I'll Always Love You
- 1980: The Very First Time
- 1981: You’re Not Easy To Forget
- 1991: It Must Be You (mit Juice Newton)
- 1992: One Honest Tear
- 1995: Cain’s Blood
- 1997: Whenever I Call You Friend (mit Alison Krauss)

### Gastbeiträge
| Jahr | Titel Album                         | Höchstplatzierung, Gesamtwochen, AuszeichnungChartplatzierungen (Jahr, Titel, Album, Platzierungen, Wochen, Auszeichnungen, Anmerkungen) | Höchstplatzierung, Gesamtwochen, AuszeichnungChartplatzierungen (Jahr, Titel, Album, Platzierungen, Wochen, Auszeichnungen, Anmerkungen) | Anmerkungen |
| Jahr | Titel Album                         | US | Country | Anmerkungen |
| ---- | ----------------------------------- | --- | --- | ----------- |
| 1985 | I Love You by Heart One Step Closer | US9 (25 Wo.)US | — | mit Sylvia  |